# Neurologie

Het menselijk zenuwstelsel

Neurologie is een medisch specialisme dat zich bezighoudt met de diagnostiek en behandeling van neurologische aandoeningen: ziekten van de hersenen, het ruggenmerg en de zenuwen. Daarnaast worden spierziekten ook vaak behandeld door een neuroloog.

## Symptomen in de neurologie
Een neuroloog behandelt uiteenlopende klachten als hoofdpijn, dubbelzien, tintelingen, uitstralende pijn in het been of de arm, duizeligheid, slaapstoornissen, (aanvallen van) bewustzijnsdaling, geheugen-, taal- en spraakstoornissen, loop- en bewegingsstoornissen, spierzwakte en verlammingsverschijnselen.

## Behandelde ziekten in de neurologie
Ziekten en aandoeningen die behandeld worden door een neuroloog zijn onder andere epilepsie, hyperventilatie, ziekte van Parkinson, dementie, multiple sclerose (M.S.), carpaletunnelsyndroom, nek- of rughernia (hernia nuclei pulposi), polyneuropathie, spierdystrofie, migraine en hersentumoren. In het ziekenhuis zorgt de neuroloog verder voor mensen met een beroerte (herseninfarct of hersenbloeding), meningitis (hersenvliesontsteking), coma, hersenschudding, hersenkneuzing of andere vormen van hersenletsel.

## Verband met psychiatrie
Voor 1980 vormden neurologie en psychiatrie samen één medisch specialisme, uitgeoefend door een "zenuwarts", maar toenemende kennis maakte het vakgebied te groot, en opsplitsing noodzakelijk. Beide disciplines blijven echter nauw verwant.

## Zenuwstelsel
Hersenen, ruggenmerg en zenuwen vormen samen het zenuwstelsel, dat wordt onderverdeeld in:
- het centraal zenuwstelsel (CZS) (hersenen en ruggenmerg) en
- het perifeer zenuwstelsel (PZS) (de zenuwen).

De hersenen bestaan uit de grote hersenen, in medisch jargon cerebrum, de kleine hersenen of cerebellum, de hersenstam, en het ruggenmerg of myelum.
Het autonoom zenuwstelsel, onderdeel van het perifeer zenuwstelsel, regelt alle onwillekeurige (onbewuste) functies als bloeddrukregeling, zweetsecretie, beweging van de ingewanden, en wordt onderverdeeld in:
- het orthosympathisch systeem: bereidt het lichaam voor op vecht-of-vluchtreacties, "fright, flight and fight" (angst, vluchten, vechten)
- het parasympathisch systeem: brengt het lichaam in een toestand van rust/herstel, "rest and digest" (uitzakken en uitbuiken)